# Земне тяжіння (збірка)
«Земне тяжіння» — друга збірка українського поета-шістдесятника Василя Симоненка. Була опублікована у 1964 році вже після смерті автора у київському видавництві «Молодь». У 1965 році Василь Симоненко зі збіркою «Земне тяжіння» був поданий як кандидат на здобуття премії імені Т. Шевченка.

## Структура
Збірка складається зі вступу Миколи Сома «Слово про Василя Симоненка» та 66 ліричних композицій, серед яких низка епітафій «Мандрівка по цвинтарю», цикл «Заячий дріб», поеми «Червоні конвалії», «Кирпатий Барометр», «Божественний пшик» та вірші.

## Особливості
Характерними рисами поезії збірки «Земне тяжіння» є велика кількість антитез, іронії, сатири та сарказму, а також адресність лірики.
Збірка є різноманітною і містить інтимну, громадянську та пейзажну лірику.
Особливе місце у збірці займає саме громадянська лірика, зокрема вірші «Пророцтво 17 року», «Де зараз ви, кати мого народу?», «Земле рідна! Мозок мій світліє», «Задивляюсь у твої зіниці» тощо.
Велику увагу автор приділив темі особистості і гідності людини — вірші «Ти знаєш, що ти — людина», «Гей, нові Колумби й Магеллани», «Перехожий», «Люди часто живуть після смерті» тощо.
Інтимна лірика представлена творами: «Ну скажи — хіба не фантастично», «Я тобі галантно не вклонюся», «Я чекав тебе з хмари рожево-ніжної», а пейзажна — «Впало сонце в вечірню куряву…», «Поет і природа», «Засівна» тощо.
У деяких ліричних творах жанри лірики поєднуються: «Лебеді материнства» (інтимна та громадянська), «Веселий похорон» (пейзажна та інтимна), «Головешка» (пейзажна та громадянська) тощо .

## Історія збірки
Поет намагався видати «Земне тяжіння» самостійно у 1963 році, але видавництва відмовляли йому через цензуру та залякування, що відбулись напередодні. Збірку вдалося видати лише у 1964 році після смерті Василя Симоненка зусиллями друзів.